# Cambrin
Cambrin ist eine französische Gemeinde mit 1.250 Einwohnern (Stand: 1. Januar 2022) im Département Pas-de-Calais in der Region Hauts-de-France; sie gehört zum Arrondissement Béthune und zum Kanton Douvrin.

## Geographie
Die Gemeinde Cambrin liegt am Nordwestrand des Nordfranzösischen Kohlereviers, etwa sieben Kilometer ostsüdöstlich des Stadtzentrums von Béthune und 22 Kilometer südwestlich von Lille. Im östlichen Gemeindegebiet verläuft das Flüsschen Surgeon. Umgeben wird Cambrin von den Nachbargemeinden Cuinchy im Norden und Osten, Vermelles im Südosten, Noyelles-lès-Vermelles im Süden sowie Annequin im Westen.

## Einwohnerentwicklung
| 1962                       | 1968 | 1975 | 1982 | 1990 | 1999 | 2006 | 2013 | 2022 |
| -------------------------- | ---- | ---- | ---- | ---- | ---- | ---- | ---- | ---- |
| 730                        | 791  | 814  | 740  | 844  | 957  | 996  | 1024 | 1250 |
| Quellen: Cassini und INSEE |      |      |      |      |      |      |      |      |

## Sehenswürdigkeiten
- Kirche Notre-Dame, nach dem Ersten Weltkrieg neu errichtet
- Soldatenfriedhof des Commonwealth
- Salzwiesen

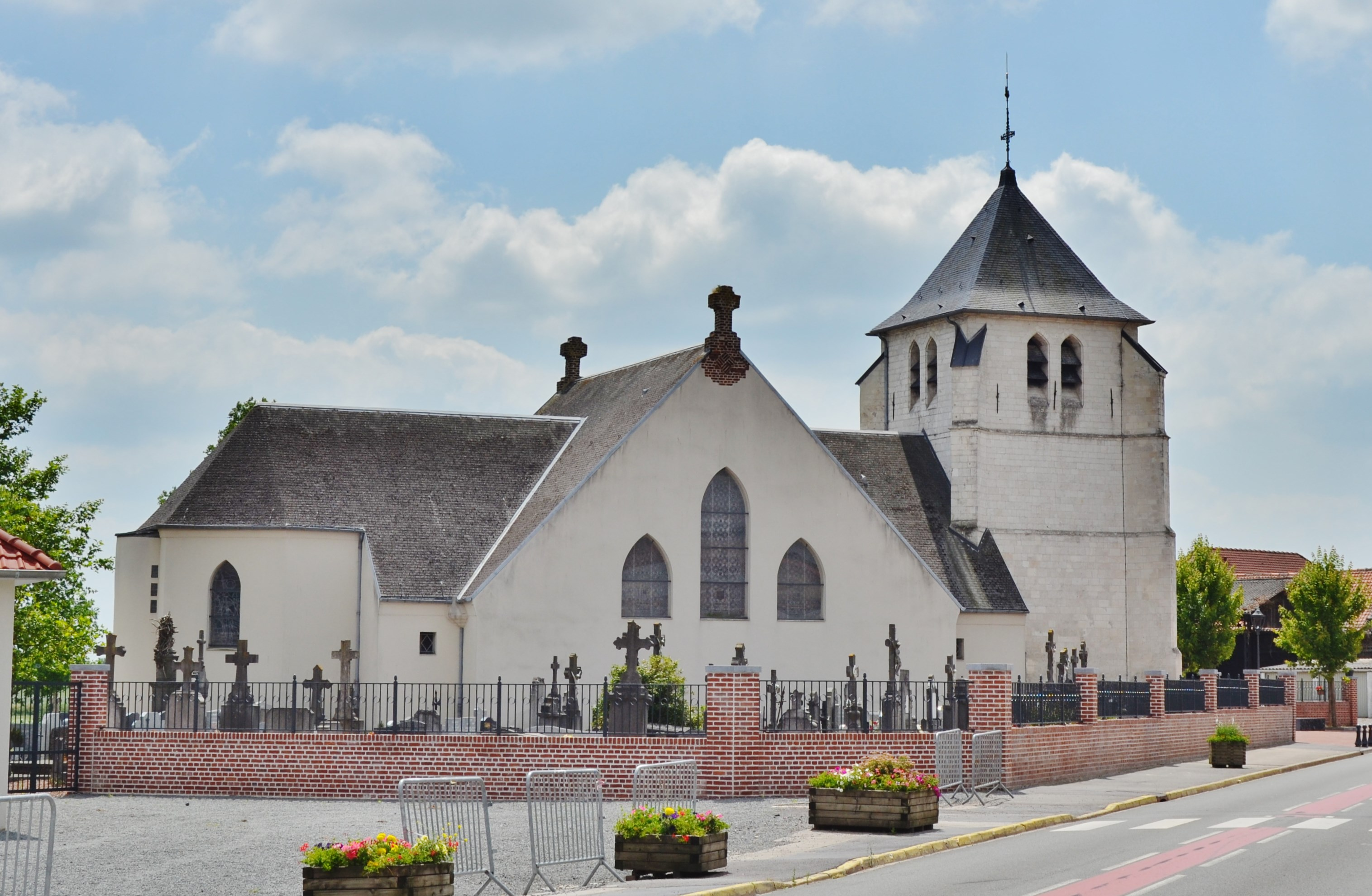
Kirche Notre-Dame
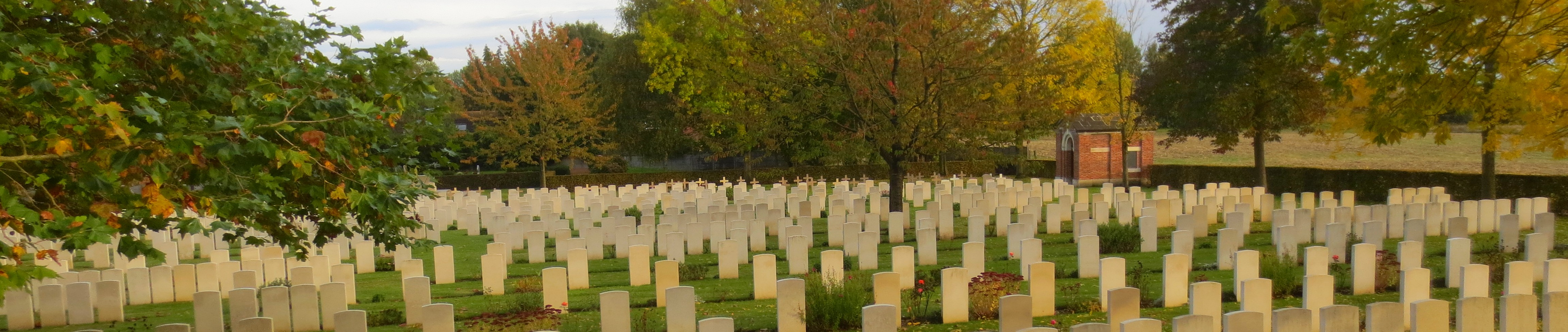
Soldatenfriedhof
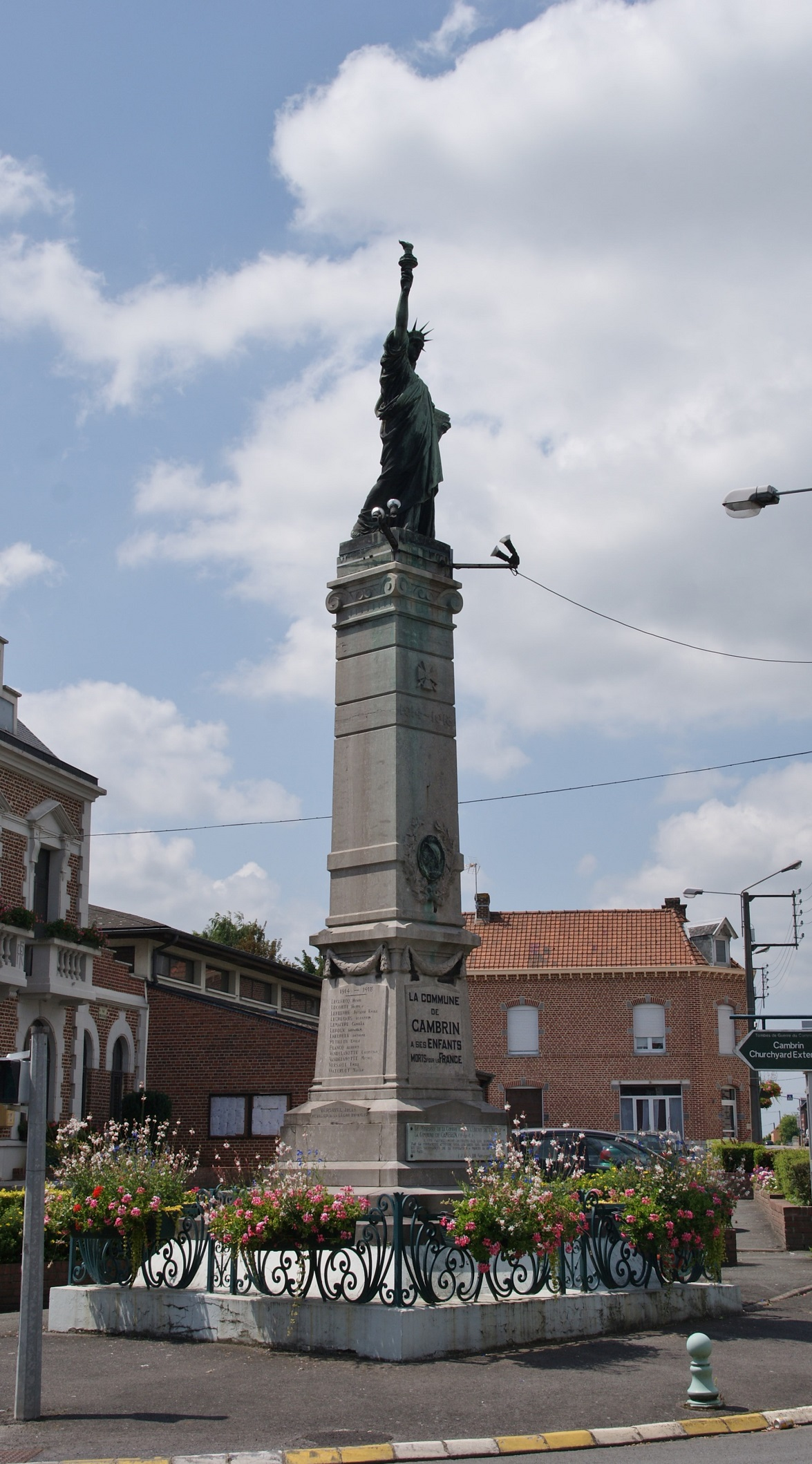
Gefallenendenkmal
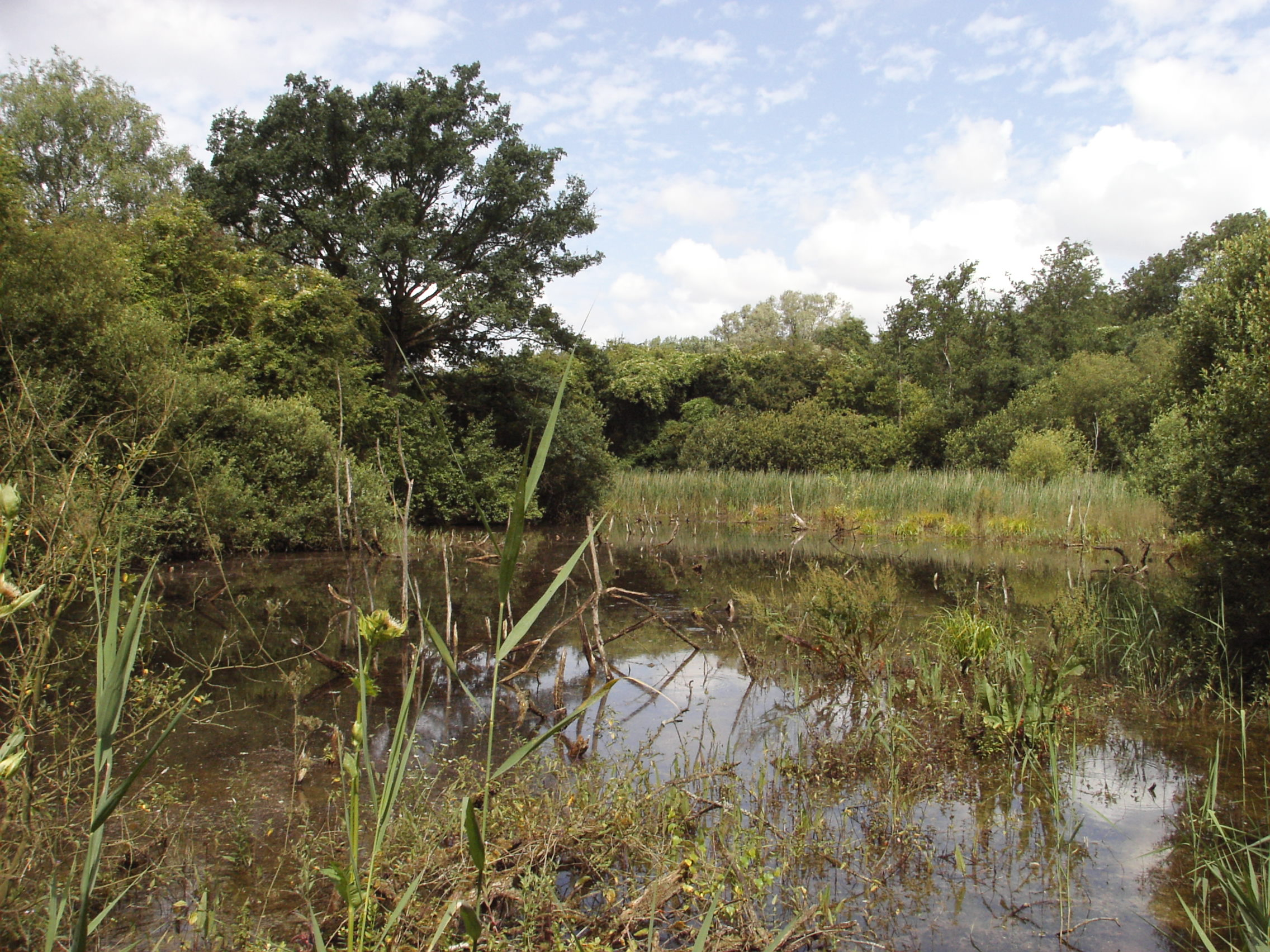
Salzwiesen